# Dalton Moreira Neto
Dalton Moreira Neto (Rio das Ostras, Estado de Río de Janeiro, Brasil, 5 de febrero de 1990) es un futbolista brasileño. Juega de defensa.

## Trayectoria
Jugó en las inferiores del Fluminense hasta 2009, cuando subió al equipo pirncipal.
En el 2007 consigue con el Fluminense clasificar a la Copa Libertadores 2008 donde fue parte del equipo que llegó a la final de ese torneo. En el 2008 comparte la zaga con Thiago Silva, este año logra clasificar a la Copa Sudamericana 2009.
En abril de 2010 fichó por el Internacional. El 15 de marzo de 2011 fue cedido a préstamo al Clube Atlético Paranaense. En 2012 fue cedido nuevamente al Criciúma Esporte Clube, regresando al Inter en noviembre de ese año, en este año fue considerado el jugador más bonito del torneo brasileño.

### Universitario de Deportes
En 2014 fue cedido a Universitario de Deportes, jugando la Copa Libertadores 2014 con el club merengue, sin embargo meses después se le rescindió el contrato por dopaje. Debido a esto regresa al Inter, con el cual dura hasta febrero del 2016, para incorporarse al Fort Lauderdale Strikers de Estados Unidos.

## Selección nacional
Ha sido internacional con la selección de fútbol sub-20 de Brasil.

### Participaciones en Copas del Mundo
| Mundial                     | Sede   | Resultado  |
| --------------------------- | ------ | ---------- |
| Copa Mundial Sub-20 de 2009 | Egipto | Subcampeón |

## Clubes
| Club                      | País           | Año         |
| ------------------------- | -------------- | ----------- |
| Fluminense F. C.          | Brasil         | 2007 - 2010 |
| S. C. Internacional       | Brasil         | 2010        |
| Atlético Paranaense       | Brasil         | 2011        |
| S. C. Internacional       | Brasil         | 2011 - 2012 |
| Criciúma E. C.            | Brasil         | 2012        |
| S. C. Internacional       | Brasil         | 2013        |
| Universitario de Deportes | Perú           | 2014        |
| S. C. Internacional       | Brasil         | 2015        |
| Fort Lauderdale Strikers  | Estados Unidos | 2016        |
| Luverdense                | Brasil         | 2017        |
| Bangu                     | Brasil         | 2018        |